# Giao hưởng số 38 (Mozart)
Giao hưởng số 38 giọng Rê trưởng K.504, hay còn gọi là Giao hưởng Prague là tác phẩm dành cho dàn nhạc giao hưởng của nhà soạn nhạc thiên tài người Áo Wolfgang Amadeus Mozart. Đây là bản giao hưởng có sự ngoại lệ bởi vì nó có cấu trúc 3 chương, một cấu trúc khác hẳn với rất nhiều bản giao hưởng của chính Mozart cũng như của thời kỳ âm nhạc Cổ điển. Bản giao hưởng này được Mozart sáng tác vào năm 1786 trình diễn lần đầu tiên vào năm 1787. Sở dĩ lại được gọi tên như vậy vì nó được trình diễn đúng lúc Mozart thăm thành phố Praha của Cộng hòa Séc. Giao hưởng Prague cùng với giao hưởng số 31, 35, 36, bộ ba 39-40-41 là những bản giao hưởng nổi tiếng nhất của Mozart, cũng như của âm nhạc đương thời, thể hiện phong cách sáng tác độc đáo của nhà soạn nhạc thiên tài.

## Âm thanh
| Bản giao hưởng số 38 của Mozart, chương 1: Adagio-Allegro |  |
|                                                           |  |
|                                                           |  |

| Bản giao hưởng số 38 của Mozart, chương 2: Andante cung Son trưởng |  |
|                                                                    |  |
|                                                                    |  |

| Bản giao hưởng số 38 của Mozart, chương 3: Finale |  |
|                                                   |  |
|                                                   |  |